# Stazione di Stralsund Centrale
La stazione di Stralsund Centrale (in tedesco Stralsund Hbf) è la principale stazione ferroviaria della città tedesca di Stralsund.
Ha vinto il premio Bahnhof des Jahres nel 2016.